# Blekfotad hätting
Blekfotad hätting (Galerina clavata) är en svampart som först beskrevs av Josef Velenovský, och fick sitt nu gällande namn av Robert Kühner 1935. Enligt Catalogue of Life ingår Blekfotad hätting i släktet Galerina,  och familjen Strophariaceae, men enligt Dyntaxa är tillhörigheten istället släktet Galerina,  och familjen buktryfflar. Arten är reproducerande i Sverige. Inga underarter finns listade i Catalogue of Life.

## Bildgalleri

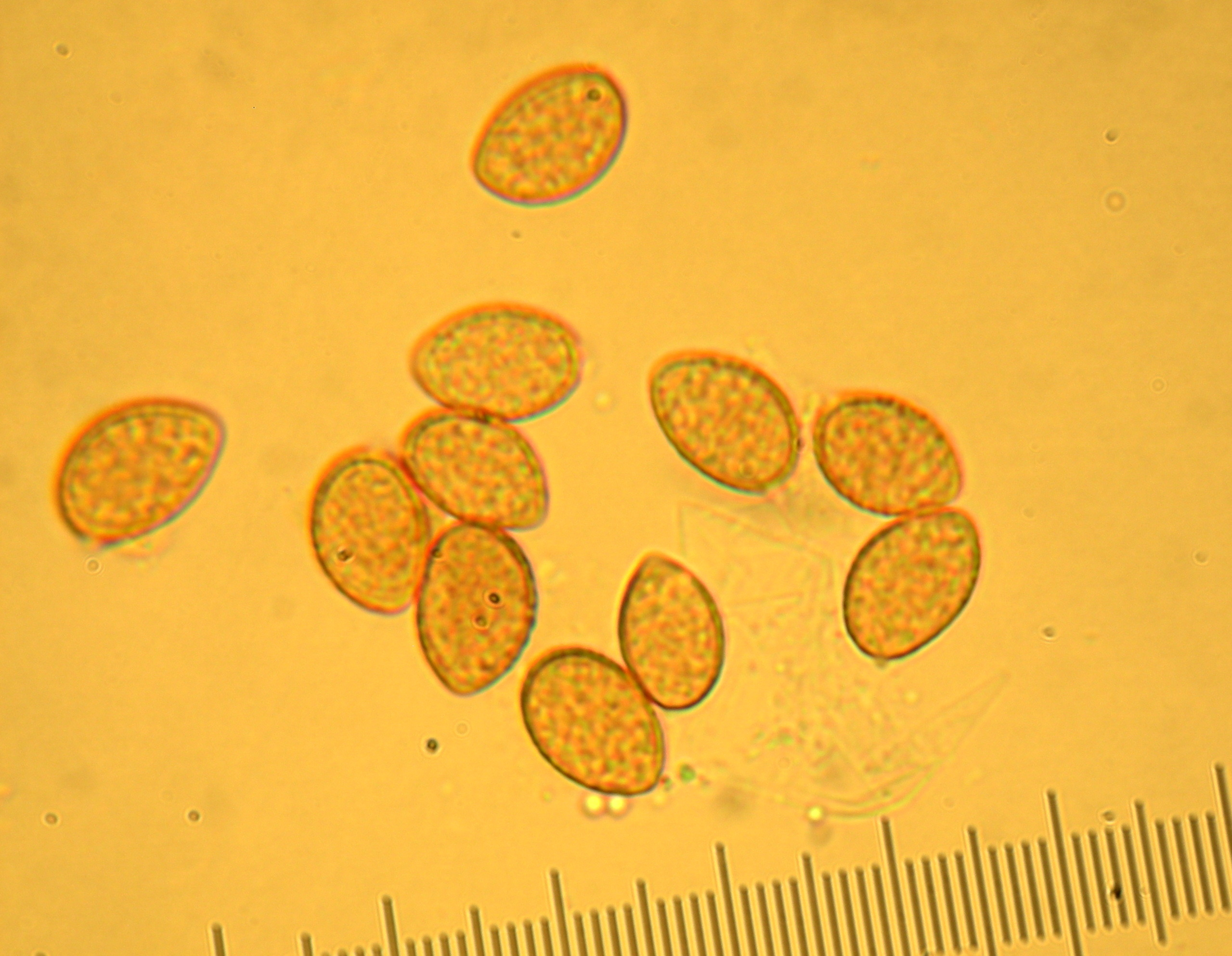
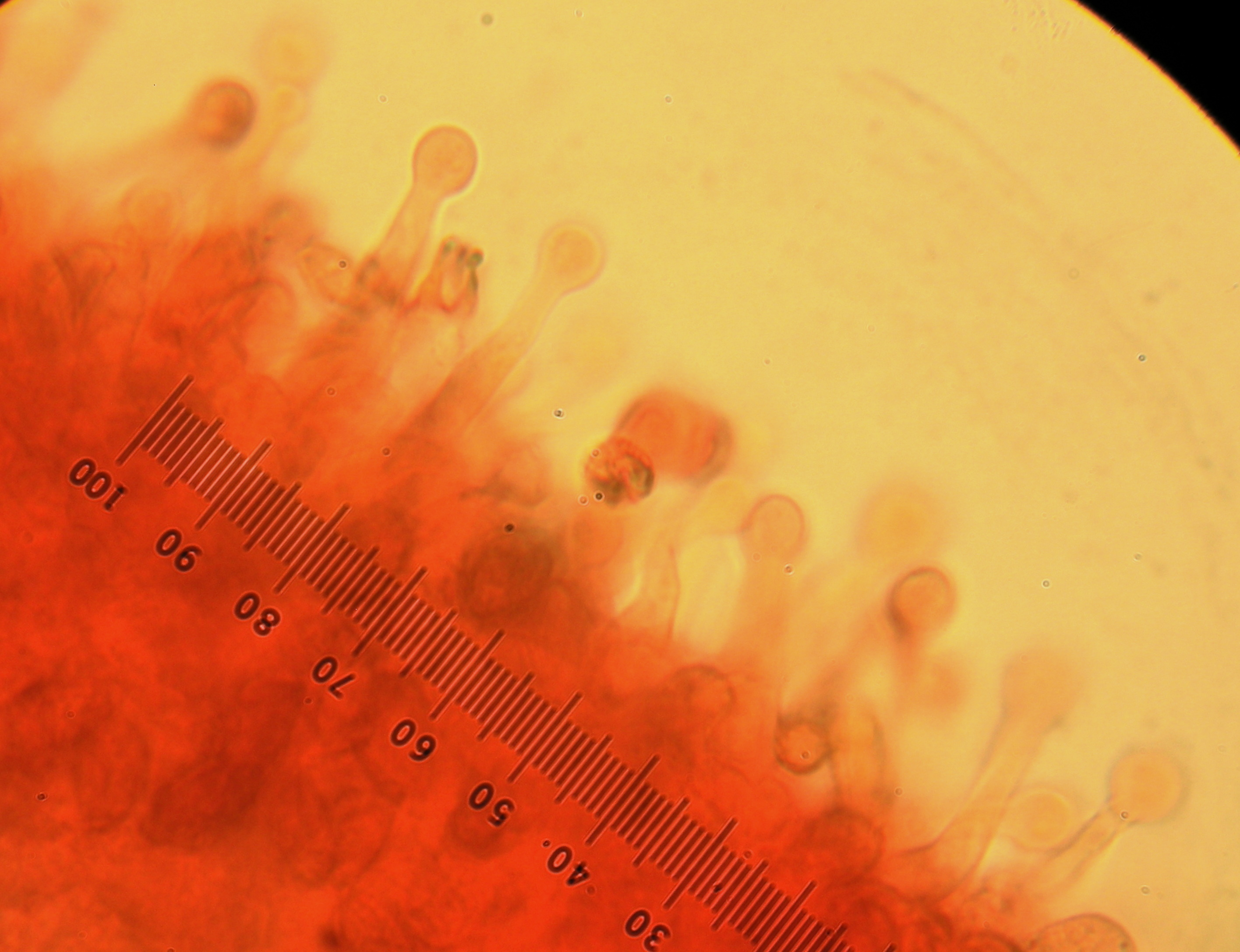